# Cattedrale della Natività della Santissima Madre di Dio (Sarajevo)
La Cattedrale della Natività della Santissima Madre di Dio (in serbo Саборна Црква Рођења Пресвете Богородице?, Saborna Crkva Rođenja Presvete Bogorodice), nota anche come Cattedrale ortodossa di Sarajevo (in serbo Саборна Црква у Сарајеву?, Saborna Crkva u Sarajevu), è la più grande chiesa ortodossa serba di Sarajevo e una delle più grandi dei Balcani. Si trova nel centro della città, accanto alla Facoltà di Economia, sulla riva destra del fiume Miljacka. Prima della guerra, era la sede della Metropolia di Dabar-Bosnia. Nel 1898, il palazzo del metropolita ortodosso fu costruito vicino alla cattedrale.
La cattedrale è dedicata alla natività della Theotókos.
La chiesa è costruita come una basilica a tre sezioni inscritta in una pianta a croce e ha cinque cupole. Le cupole sono costruite sulle travi; quella centrale è molto più grande delle altre quattro cupole laterali. Sopra l'ingresso è costruito il piccolo campanile dorato in stile barocco.
Il capomastro per la costruzione era Andreja Damjanov, un uomo della famiglia Damjanovi-Renzovski di capomastri, muratori, pittori, falegnami e scalpellini del villaggio di Papradište, vicino a Veles.

## Storia

### Costruzione
La parrocchia ortodossa di Sarajevo chiese nel 1859 di edificare la chiesa. Il permesso di costruire la chiesa è stato rilasciato dal sultano Abdul Aziz per alleviare le critiche dell'Europa a causa dell'intolleranza religiosa. La costruzione poté così iniziare nel 1863 quando Sarajevo faceva parte della Vilayet di Bosnia, una suddivisione dell'Impero Ottomano. La maggior parte dei costi di costruzione di 36.000 ducati è stata coperta dai mercanti serbi di Sarajevo, guidati da Manojlo Jeftanović che ha donato 2.000 ducati. Anche dei cittadini dei luoghi circostanti, nonché dei commercianti di Ragusa, Belgrado, Trieste e Vienna hanno dato un loro contributo volontario alla costruzione. In un atto simbolico, lo stesso sultano ottomano Abdülaziz e il sovrano della Serbia, il principe Mihailo Obrenović, hanno donato 500 dukat ciascuno. Lo zar russo Alessandro II inviò esperti artigiani per costruire l'iconostasi. Conosciuta localmente come la "Nuova Chiesa Ortodossa" per distinguerla dalla chiesa cinquecentesca a poche centinaia di metri a est, fu il primo edificio a rompere il monopolio musulmano sugli edifici monumentali a Sarajevo. I lavori furono completati il 1º maggio 1874.

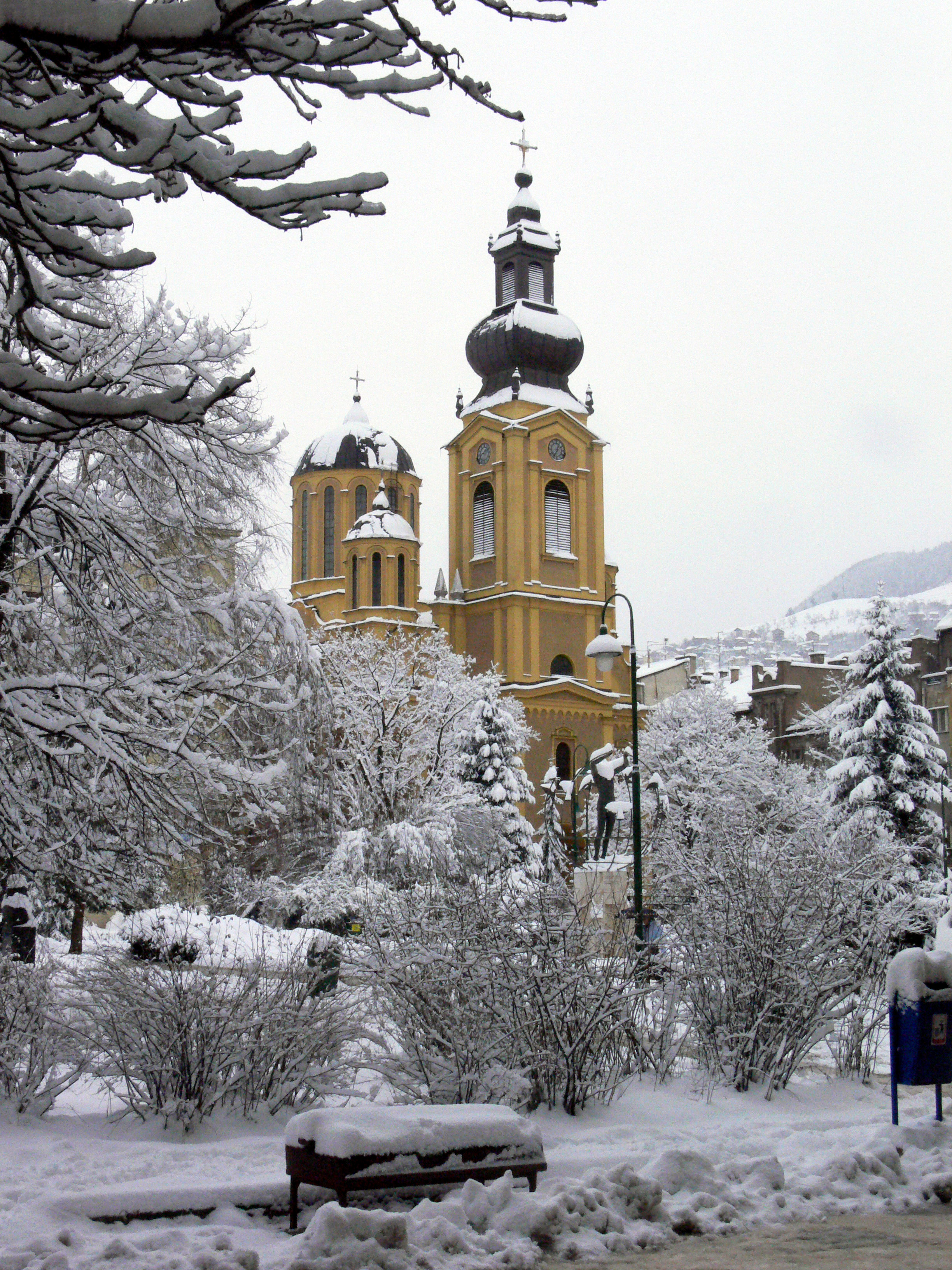
Cattedrale durante l'inverno

Una volta che la chiesa fu costruita, la sua torre che si ergeva sopra molte delle moschee della città divenne un punto dolente per i musulmani conservatori locali che volevano che venissero imposte limitazioni all'architettura non musulmana. Lo stesso gruppo obiettò anche a una piccola campana che fu installata nella vecchia chiesa ortodossa serba più o meno nello stesso periodo.
La cerimonia di dedicazione della nuova chiesa era prevista per maggio 1871; tuttavia, un gruppo di quaranta musulmani di classe inferiore, guidati da un imam di Sarajevo, Salih Vilajetović (meglio noto come Hadži Lojo), ha cercato di bloccarlo. Quando fu informato del previsto ostacolo, il governatore ottomano del Vilayet bosniaco ordinò alla polizia di arrestare Hadži Lojo e i suoi seguaci. Sei sono stati arrestati mentre altri sono fuggiti quando è arrivata la polizia. Guidati dal mercante Jeftanović, i membri della comunità serba hanno presentato una protesta al console russo a Sarajevo e poco dopo diplomatici russi hanno protestato contro l'episodio al sultano ottomano. La cerimonia di dedicazione è stata rinviata di un anno.
L'anno successivo, nell'estate del 1872, gli ufficiali ottomani inviarono un nuovo comandante militare con più di mille uomini per garantire la sicurezza della dedicazione della chiesa. Preoccupato per gli attacchi vandalici dei musulmani locali, come dimostrazione di forza il governatore ottomano ordinò il posizionamento di un cannone sopra la città e il dispiegamento di truppe a guardia della cerimonia. La dedica festosa, celebrata dal metropolita Paisije di Dabar-Bosnia il 20 luglio 1872 alla presenza di alti funzionari ottomani e del giovane ambasciatore austro-ungarico in Serbia, Béni Kállay (che in seguito avrebbe svolto un ruolo importante in Bosnia), procedette senza incidenti.

### La guerra del 1992-1995 e il dopoguerra
La chiesa non è stata danneggiata durante la guerra. Tuttavia, a causa degli anni trascorsi dalla costruzione, nel dopoguerra è stata effettuata una ristrutturazione esterna, grazie a una donazione della Grecia. Inoltre, negli anni del dopoguerra, la Chiesa ortodossa serba tentò di riprendere possesso dell'edificio della Facoltà di Economia di Sarajevo, uno spazio che fu acquistato insieme alla piazza per la costruzione della Cattedrale e del seminario ortodosso tra il 1859 e 1862. La controversia è ancora in corso.

## Descrizione

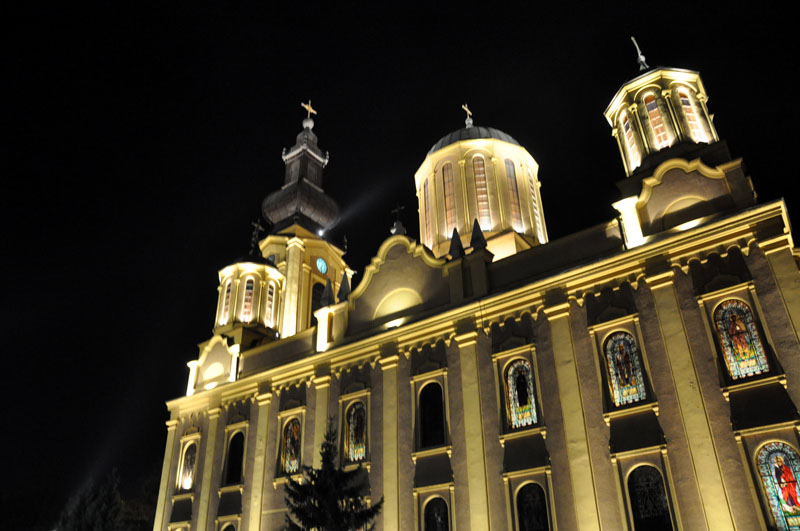
La cattedrale di notte

L'aspetto odierno della chiesa è leggermente diverso dall'originale. La cattedrale fu costruita in pietra. La basilica a tre navate è combinata con una croce inscritta e ha cinque cupole. La chiesa è lunga 37 m e larga 22,5 m; l'altezza delle pareti è di 15,5 m, la cupola centrale è alta 34 m e quelle piccole 20 m. Originariamente era coperta da un tetto in piombo, ma durante la prima guerra mondiale gli austriaci rimossero il piombo, comprese le campane, e rivestirono la chiesa con lamiere. Nel 1921 fu effettuata la prima ricostruzione quando venne introdotta l'elettricità nella chiesa, si operò un adeguamento interno dell'edificio e furono installate nuove campane del peso di 2.800 kg, 1.600 kg e 750 kg e un tetto in rame.

### L'interno della chiesa
Nel 1873 l'archimandrita Sava Kostanović portò le icone per l'iconostasi, ancora oggi nella chiesa, dalla Russia. L'altare, così come lo spazio antistante, è elevato di tre gradini rispetto al resto della chiesa e ci sono sedie di legno lungo le pareti. L'altare è sovrastato da tre cupole, mentre sul resto della chiesa ce ne sono altre cinque, più grandi. Accanto al pilastro destro c'è un trono dorato per il metropolita.
Le pareti interne sono decorate con dipinti ornamentali, così come gli archi, le volte e l'abside. Nelle zone inferiori delle pareti gli ornamenti dipinti simulano l'aspetto della costruzione in marmo.